# Calvin Klein (modeontwerper)
Calvin Richard Klein (New York, 19 november 1942) is een Amerikaans modeontwerper. Hij gaf zijn naam aan het modebedrijf Calvin Klein, dat hij samen met zijn jeugdvriend en zakenpartner Barry Schwartz in 1968 oprichtte en dat ze eind 2002 aan de Amerikaanse kledingmultinational Phillips-Van Heusen Corporation verkochten.
Klein studeerde af aan de Fashion Institute of Technology van New York in 1964 waarna hij zijn eigen bedrijf begon. Zijn ondergoedcollecties waren in de jaren tachtig een hit, mede door de revolutionaire advertentiecampagne met verschillende bijna-naakt modellen in exotische houdingen. De advertenties maakten wereldsterren van de afgebeelde modellen, waaronder Kate Moss, Mark Wahlberg en Christy Turlington. In zijn hoogtijdagen verkocht Calvin Klein zo'n 400.000 jeans per week.
Calvin woont in de Hamptons op Long Island.
- Bibsys: 8070906
- Gemeinsame Normdatei: 119262649
- International Standard Name Identifier: 0000 0001 2140 589X
- Library of Congress Control Number: no94014600
- Nationale Bibliotheek van Letland: 000276236
- Nationale Bibliotheek van Tsjechië: xx0097671
- Nationale Bibliotheek van Israël: 987007399131405171
- SNAC: w67095k3
- Système universitaire de documentation: 241154626
- Union List of Artist Names: 500276080
- Virtual International Authority File: 77121842
- WorldCat: E39PBJv4hq7jJc4Q9WGM6YYdcP